# Sokolovce
Sokolovce (Hongaars:Vágszakaly) is een Slowaakse gemeente in de regio Trnava, en maakt deel uit van het district Piešťany.
Sokolovce telt 1168 inwoners.